# Liamine Zéroual

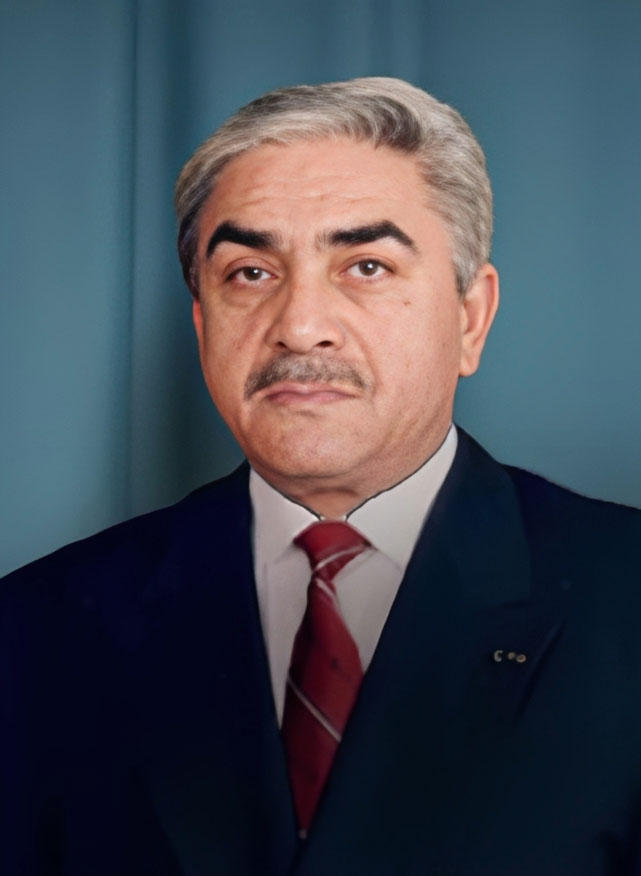
Liamine Zéroual

Liamine Zéroual (Arabisch: اليمين زروال, Berbers: Lyamin Ẓerwal) (Batna, 3 juli 1941) was van 30 januari 1994 tot 27 april 1999 de negende president van Algerije.

## Militaire carrière
Op zijn zestiende werd hij lid van l'Armée de Libération Nationale (A.L.N.). Hij nam tussen 1957 en 1962 deel aan de Algerijnse Onafhankelijkheidsoorlog. Na een diploma te hebben gehaald aan de militaire school van Moskou en l'école de guerre de Paris bekleedde hij verschillende functies in het Algerijnse leger (A.N.P). Eerst was hij bevelhebber van een aantal militaire scholen (in 1975 in Batna, in 1981 in Cherchel). Daarna werd hij bevelhebber van verschillende militaire districten (district 6, 3 en 5). In 1989 werd hij bevelhebber van de landmacht. In 1990 diende hij zijn ontslag in.

## Politieke carrière
Hij bekleedde gedurende korte tijd de functie van ambassadeur in Roemenië. In juli 1993 werd hij benoemd tot minister van Defensie. Op 30 januari 1994 werd hij aangesteld als hoofd van het Algerijnse Hoog College van Staat  voor een overbruggingsperiode. Hij werd de nieuwe Algerijnse president na de verkiezingen van 16 november 1995, en deed afstand van het presidentschap op 27 april 1999.